# Dames xineses

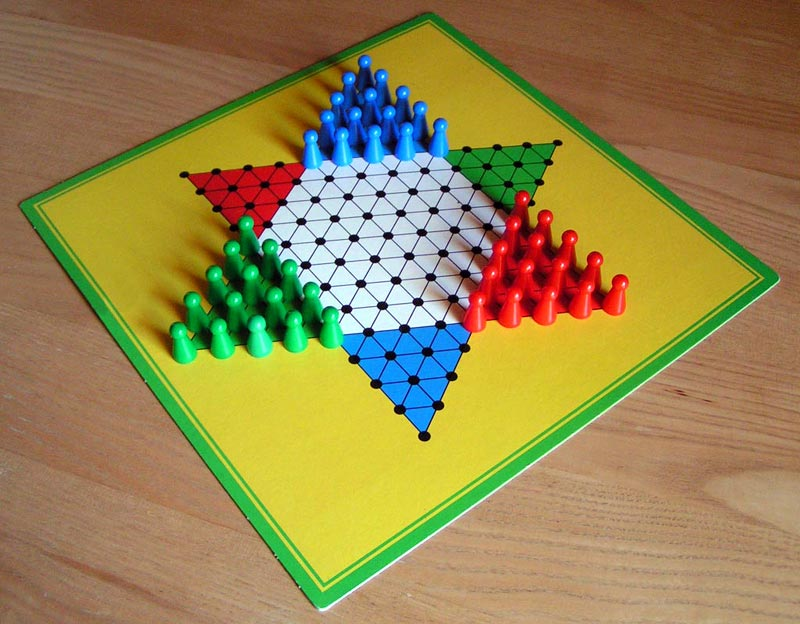
Tauler a punt per a una partida

Les dames xineses són un joc de tauler del subtipus joc abstracte que es juga sobre una estrella de sis puntes, admetent des d'un jugador en solitari fins a sis competidors. Malgrat el seu nom, l'origen del joc és alemany i data del segle xix.
L'objectiu és travessar el tauler i col·locar les fitxes en la punta d'estrella oposada. Per això es pot moure, per torns, les fitxes avançant recte o en diagonal, sense retrocedir. L'estratègia ve perquè a banda de moure una casella, també es pot saltar una altra fitxa, sigui pròpia o aliena i així s'avança més terreny (es poden acumular salts). Les fitxes mai no moren, només queden blocades quan no poden moure i llavors el jugador perd el torn.